# Surfisktjärnarna (Ströms socken, Jämtland, 714713-146184)
Surfisktjärnarna är en sjö i Strömsunds kommun i Jämtland och ingår i Ångermanälvens huvudavrinningsområde.